# Мухос
Мухос (фин. Muhos) — община в Финляндии, в провинции Северная Остроботния. Расположена в 35 км к юго-востоку от города Оулу. Площадь — 797,39 км². Через общину протекает река Оулуйоки, на которой здесь построена гидроэлектростанция Пюхякоски (введена в эксплуатацию в 1949 году). ГЭС проектировалась известным финским архитектором Аарне Эрви.

## Население
Население общины по данным на 2012 год составляет 8936 человек. Плотность населения — 11,3 чел/км². Официальный язык — финский, является родным для 99,2 % населения; шведский является родным для 0,1 %; другие языки — для 0,7 %. Доля детей в возрасте до 15 лет составляет 24,7 %; лиц от 15 до 64 лет — 61,1 %; лиц старше 65 лет — 14,2 %.

## Транспорт
Через общину проходит национальная трасса № 22 (Оулу — Каяани); имеется железнодорожное сообщение. Ближайший аэропорт (аэропорт Оулу) находится в общине Оулунсало, в 50 км к западу.

## Населённые пункты
Населённые пункты общины включают следующие деревни: Хюркяс, Кориваара, Куркиперя, Кюлмялянкюля, Лаайи, Лайтасаари, Лаукка, Леппиниеми, Монтта, Мухос, Мухосперя, Мёккикюля, Петяиккё, Понкила, Пюхянсиву, Пяйвяринне, Пялли, Раутионкюля, Рова, Сангинйоки, Сосо, Суокюля, Туппу, Тууру, Лехтоселкя.

## Известные уроженцы и жители
- Туппурайнен, Яни (род. 1980) — профессиональный финский хоккеист
- Смедс, Кристиан (род. 1970) — финский театральный режиссёр
- Тенкула, Миика (род. 1974) — гитарист распавшейся финской группы Sentenced (умер в 2009 г.)